# Michael Verhoeven
Michael Verhoeven, född 13 juli 1938 i Berlin, död 22 april 2024 i München, Bayern, var en tysk filmregissör, manusförfattare och skådespelare.

## Utmärkelser
Verhoeven har bland annat vunnit Tyska filmpriset 1970 för o.k. och Silverbjörnen för bästa regi 1990 för Den förskräckliga flickan.

## Filmografi i urval
- 1954 – Det flygande klassrummet (roll)
- 1960 – Lockfågeln (roll)
- 1967 – Paarungen (regi)
- 1970 – O.k. (regi och roll)
- 1976 – ...men naggande god (manus och regi)
- 1980 – Söndagsbarn (manus och regi)
- 1982 – Den vita rosen (manus och regi)
- 1989 – Den förskräckliga flickan (manus och regi)
- 1995 – My Mother's Courage (manus och regi)